# Mănăstioara (okręg Vrancea)
Mănăstioara – wieś w Rumunii, w okręgu Vrancea, w gminie Fitionești. W 2011 roku liczyła 318
mieszkańców